# 新紀元 (雜誌)
《新紀元》（日语：／ Shinkigen */?）是一份1905年11月至1906年11月间在日本东京发行的社会主义月刊。第一期出版于平民社解散后的1905年11月10日。《新紀元》总体持基督教社會主義立场，著名编辑包括木下尚江、安部磯雄、片山潛、石川三四郎。《新纪元》支持在日本实行普选，主张通过议会方式进行改革。杂志的第一期包含內村鑑三的一篇文章，其中写道：“虽说我不是社会主义者，但我不能不对这项绅士般的工作表示最大的同情。”
《新紀元》以人文主义世界观著称。其主张的社会主义具有很浓厚的精神主义和个人主义思潮。该份杂志常发表基督教相关的文章，一方面有如〈圣母玛利亚的革命思想〉这样的文章，另一方面亦有对基督教持批评态度的文章。
1906年2月，《新紀元》与平民社分裂出来的唯物派合作建立了日本社会党。
与其他左翼媒体和自由派媒体一样，《新紀元》也屡屡遭到政府打压，在压力之下一共出版了13期。而日本社会党一直存活到了1907年2月，在第一次党代会后被警察勒令解散。
明治文献资料刊行会1961年出版的历史文献集中收录了各期《新紀元》。